# .38 Super
.38 Super или .38 Super Automatic (обозначение C.I.P.) — пистолетный патрон, впервые представленный в 20-х годах XX века как более мощный вариант широко распространенного патрона .38 ACP (или .38 Auto) Боеприпас оказался весьма удачным и до сих пор пользуется широкой популярностью, особенно среди спортсменов в соревнованиях по практической стрельбе. Известен также под обозначениями: .38 Colt Super Automatic, .38 Super Auto, .38 Super ACP, .38 Super +P, Super 38, 9x23mmSR +P.